# Sornac (tổng)
Tổng Sornac là một tổng của Pháp tọa lạc tại tỉnh Corrèze trong vùng Nouvelle-Aquitaine.

## Địa lý
Tổng này được tổ chức xung quanh Sornac trong quận Ussel. Độ cao khu vực này là 639 m (Saint-Germain-Lavolps) đến 958 m (Sornac) độ cao trung bình trên mực nước biển là 781 m.

## Hành chính
| Giai đoạn | Ủy viên         | Đảng | Tư cách |
| --------- | --------------- | ---- | ------- |
| 2001-2008 | Corinne Bucquet | RPR  |         |
| 2008-2014 | Pierre Coutaud  | PS   |         |

## Phân chia đơn vị hành chính
Tổng Sornac được chia thành 8 xã và khoảng 2 456 người (điều tra dân số năm 1999 không tính trùng dân số).
| Xã                    | Dân số | Mã bưu chính | Mã insee |
| --------------------- | ------ | ------------ | -------- |
| Bellechassagne        | 78     | 19290        | 19021    |
| Chavanac              | 49     | 19290        | 19052    |
| Millevaches           | 82     | 19290        | 19139    |
| Peyrelevade           | 830    | 19290        | 19164    |
| Saint-Germain-Lavolps | 93     | 19290        | 19206    |
| Saint-Rémy            | 228    | 19290        | 19238    |
| Saint-Setiers         | 245    | 19290        | 19241    |
| Sornac                | 851    | 19290        | 19261    |

## Thông tin nhân khẩu
| 1962                                                     | 1968  | 1975  | 1982  | 1990  | 1999  |
| -------------------------------------------------------- | ----- | ----- | ----- | ----- | ----- |
| 2 916                                                    | 3 472 | 3 284 | 3 047 | 2 767 | 2 456 |
| Nombre retenu à partir de 1962 : dân số không tính trùng |       |       |       |       |       |